# Ҧ (слово ћирилице)
Ҧ ҧ (Ҧ ҧ; искошено: Ҧ ҧ) је слово ћирилице. Зове се П са средишњом куком. Његов облик је изведен од ћириличног слова П (П п) додавањем куке на средини десне ноге.
Ҧ се раније користило у абхаском језику, где је представљало удахнути безвучни билабијални плозив /пʰ/, попут изговора ⟨п⟩ у "перо". 
То је било 36. слово абецеде и транслитеровано је помоћу ⟨ṗ⟩. Замењено је новим ћириличним словом П са силазницом (Ԥ ԥ), где се налази силазница, уместо средишњег кука.

## Рачунарски кодови
| Знак                      | Ҧ                                           | Ҧ                                           | ҧ                                         | ҧ                                         |
| ------------------------- | ------------------------------------------- | ------------------------------------------- | ----------------------------------------- | ----------------------------------------- |
| Назив у Уникоду           | CYRILLIC CAPITAL LETTER PE WITH MIDDLE HOOK | CYRILLIC CAPITAL LETTER PE WITH MIDDLE HOOK | CYRILLIC SMALL LETTER PE WITH MIDDLE HOOK | CYRILLIC SMALL LETTER PE WITH MIDDLE HOOK |
| Врста кодирања            | децимална                                   | хексадецимална                              | децимална                                 | хексадецимална                            |
| Уникод                    | 1190                                        | U+04A6                                      | 1191                                      | U+04A7                                    |
| UTF-8                     | 210 166                                     | D2 A6                                       | 210 167                                   | D2 A7                                     |
| Нумеричка референца знака | &#1190;                                     | &#x4A6;                                     | &#1191;                                   | &#x4A7;                                   |

## Слична слова
• П п : Ћириличко слово П.
• P p : Латиничко слово P.
• Х х : Ћириличко слово Х.
• H h : Латиничко слово H.